# Каррильо, Гидо
Гидо Марсело Каррильо (исп. Guido Marcelo Carrillo; родился 25 мая 1991 года, Буэнос-Айрес, Аргентина) — аргентинский футболист, нападающий клуба «Эстудиантес».

## Клубная карьера
Каррильо — воспитанник клуба «Эстудиантес». 2 июня 2011 года в матче против «Уракана» дебютировал в аргентинской Примере. 18 сентября в поединке против «Архентинос Хуниорс» Гидо забил свой первый гол за клуб. 25 февраля 2015 года в матче Кубка Либертадорес против эквадорской «Барселоны» Каррильо сделал хет-трик.
20 июня 2015 года Гидо перешёл во французский «Монако». Сумма трансфера составила 8,8 миллиона евро. 8 августа в матче против «Ниццы» он дебютировал в Лиге 1, заменив во втором тайме Антони Марсьяль. 2 декабря в поединке против «Канна» Каррильо забил свой первый гол за «Монако». В 2017 году он помог «Монако» впервые за 17 лет выиграть чемпионат. В составе «монегасков» нападающий провел 95 матчей, забил 21 гол и отдал 9 ассистов.
26 января 2018 года было объявлено о переходе Карильо в английский «Саутгемптон» за 22 миллиона евро. 27 января в поединке Кубка Англии против «Уотфорда» Гидо дебютировал за новый клуб. 31 января в матче против «Брайтон энд Хоув Альбион» он дебютировал в английской Премьер-лиге, заменив во втором тайме Душана Тадича. Летом 2018 года Карильо был отдан в аренду в испанский «Леганес». 20 августа в матче против «Атлетика» из Бильбао он дебютировал в Ла Лиге. 1 сентября в поединке против мадридского «Реала» Гидо забил свой первый гол за «Леганес».
После того, как Каррильо пришел с «Саутгемптоном», за который он провёл только десять матчей, к соглашению об расторжении его контракта, игрок присоединился с испанскому «Эльче» бесплатным трансфером.

## Достижения
Командные
«Монако»
- Чемпионат Франции по футболу — 2016/2017